# 1870 год в истории метрополитена
В этой статье перечисляются основные  события из истории метрополитенов в 1870 году. Полужирным шрифтом выделены открытия новых транспортных систем.

## События

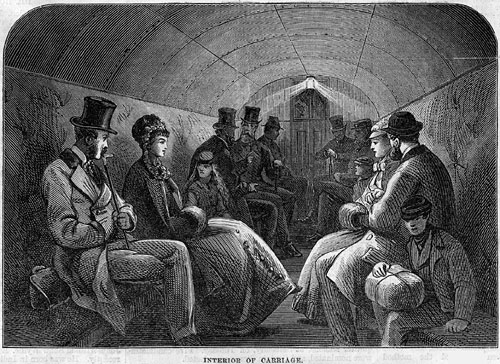
Внутри вагона Tower Subway, 1870 год

- 2 августа — В Лондоне открыт Tower Subway — подземная однопутная кабельная железная дорога под Темзой, рядом с Тауэром. Поскольку это был первый тоннель метрополитена, построенный с использованием проходческого щита, его называют первым настоящим метро (tube) в Лондоне и мире. До этого линии метро строились открытым методом, и в целом оно не воспринималось как вид транспорта, отличный от железнодорожного.
- Через три месяца дорога была переоборудована в пешеходный тоннель, существовавший до открытия Тауэрского моста.